# Isotomus syriacus
Isotomus syriacus là một loài bọ cánh cứng trong họ Cerambycidae.